# M'Zem Sanhaja
M'Zem Sanhaja (en àrab مزم صنهاجة, Mzam Ṣanhāja; en amazic ⵎⵣⵎ ⵚⵏⵀⴰⵊⴰ) és una comuna rural de la província d'El Kelâa des Sraghna, a la regió de Marràqueix-Safi, al Marroc. Segons el cens de 2014 tenia una població total de 10.310 persones.